# Agènor (fill de Pleuró)
Segons la mitologia grega, Agènor (en grec antic: Ἀγήνωρ) va ser un heroi, rei d'Etòlia, fill de Pleuró i Xantipe, la filla de Doros.
Es casà amb Epicasta, i fou pare de Portàon, que va ser rei de Calidó, i de Demonice.